# Erebia goante
Erebia goante är en fjärilsart som beskrevs av Eugen Johann Christoph Esper 1802. Erebia goante ingår i släktet Erebia och familjen praktfjärilar. Inga underarter finns listade i Catalogue of Life.